# Tenuipalpus crescentiae
Tenuipalpus crescentiae är en spindeldjursart som beskrevs av De Leon 1957. Tenuipalpus crescentiae ingår i släktet Tenuipalpus och familjen Tenuipalpidae. Inga underarter finns listade i Catalogue of Life.